# Charles Dillon (12e vicomte Dillon)
Pour les articles homonymes, voir Charles Dillon et Dillon.
Charles Dillon-Lee, 12e vicomte Dillon (6 novembre 1745 - 9 novembre 1813) est un noble anglo-irlandais. 

## Biographie
Il est né Charles Dillon et change son nom en Dillon-Lee en 1776 à la demande de son oncle, George Lee (3e comte de Lichfield). Il hérite de Ditchley House dans l'Oxfordshire, de sa mère, Charlotte Lee, fille de George Lee (2e comte de Lichfield) et petite-fille du 1er comte de Lichfield et de sa première épouse Charlotte FitzRoy, qui est une enfant illégitime de Charles II. Lord Dillon hérite de son titre en 1787, à la mort de son père Henry Dillon (11e vicomte Dillon).

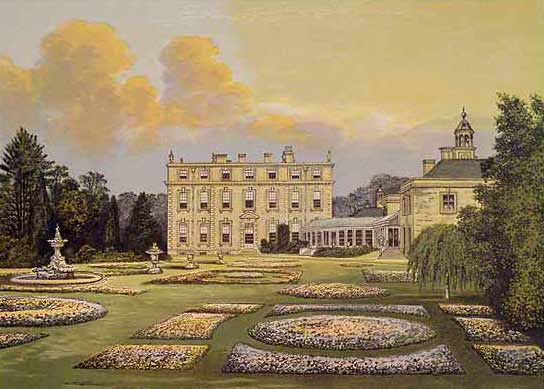
Ditchley Maison, le siège de la Famille Lee

Après la reconnaissance Pontificale de la Dynastie Hanovrienne en janvier 1766, il se rallie à l'église établie. En 1767, il est également élu Fellow de la Royal Society. Il est député pour l'arrondissement de Westbury (1770) et en 1787 sert en tant que Shérif de Mayo.
Il est investi en tant que Chevalier de l'Ordre de Saint-Patrick en 1798. En 1802, Lord Dillon vend le manoir ancestral de Quarendon, l'ancien siège de la famille Lee. En 1806 Lord Dillon lève un régiment, la 101st Régulière, recruté parmi les habitants dans et autour de Loughglynn, Comté de Roscommon, Irlande.

## La famille
Sa première femme est Henrietta-Maria Phipps, fille de Constantine Phipps (1er baron Mulgrave) et Lepel Hervey. Elle est une descendante illégitime de Jacques II, et a plusieurs enfants, dont Henry Dillon (13e vicomte Dillon) qui occupe également les nom et armes de Lee. Elle meurt en 1782.
Il se remarie à Marie Rogier, en 1787.
Il est mort à Loughlynn en 1813. Il est enterré dans le caveau familial du cimetière du couvent des Augustins à Ballyhaunis.